# Okręty desantowe projektu 1174
Okręty desantowe projektu 1174 – radzieckie okręty desantowe-doki opracowane pod koniec lat 70 XX w., klasyfikowane jako duże okręty desantowe (BDK). Zbudowano trzy jednostki tego typu, wycofane obecnie ze służby. Znane są także pod kodowym oznaczeniem typu Nosorog (Носорог) oraz oznaczeniem typu NATO Ivan Rogov.

## Historia
W latach 70 XX w. w związku z planem rozwoju Marynarki Wojennej ZSRR admirała Siergieja Gorszkowa gwałtownej rozbudowie uległy także siły desantowe. Dotychczasowe radzieckie okręty desantowe mogły jedynie wykorzystywać metodę wysadzenia desantu bezpośrednio na brzegu lub w jego pobliżu, podczas gdy na zachodzie budowano już uniwersalne okręty desantowe, mogące wysadzać desant z większej odległości za pomocą śmigłowców albo barek desantowych lub poduszkowców przenoszonych w doku. Pierwszą próbą stworzenia analogicznego okrętu w marynarce ZSRR był projekt 1174, znany też pod kodowym oznaczeniem Nosorog (nosorożec). Prace projektowe prowadzono w Newskim Biurze Konstrukcyjnym pod kierownictwem P. Miłowanowa od 1964 do 1975 roku. Powstał okręt desantowy wyposażony w furtę dziobową z rampą, która mogła służyć do wysadzenia desantu bezpośrednio na atakowanej plaży lub wodowania pojazdów pływających, oraz dok na rufie do wodowania małych jednostek desantowych. W doku można było przenosić trzy poduszkowce desantowe projektu 1206 lub sześć kutrów desantowych projektu 1176. Jeden okręt mógł wysadzić batalion piechoty morskiej składający się z 500 żołnierzy i 23 czołgów. W konfiguracji bez środków pływających można było desantować 57 czołgów lub 80 transporterów opancerzonych. Jednostki wyposażono w hangar dla 4 śmigłowców transportowych Ka-29 w dużej nadbudówce i dwa lądowiska dla śmigłowców – przed i za nadbudówką.
Wyporność w stanie pustym wynosiła 8600 ton, standardowa 11 580 ton, a pełna 14 060 ton. Okręt miał długość całkowitą 157,5 m, a na linii wodnej 149,9 m, szerokość 23,8 m i zanurzenie 6,7 m. Ładownia dla pojazdów miała wymiary 54 × 12,2 × 3 m, a dok: 75 × 12,2 × 8,2 m. Napęd stanowiły dwie turbiny gazowe M-8K o mocy łącznej 36 000 KM, napędzające dwie śruby. Prędkość maksymalna wynosiła 20 węzłów, a zasięg 7000 mil morskich przy prędkości 14,5 węzła (według innych danych, zasięg 12 500 Mm przy 14 w).
Uzbrojenie obejmowało dwa automatyczne działa uniwersalne 76 mm w jednej wieży na dziobie systemu AK-726, z radarem kierowania ogniem Turiel, i cztery działka plot obrony bezpośredniej 30 mm systemu AK-630 po bokach nadbudówki, naprowadzane dwoma radarami MR-123 Wympieł. Według projektu, do samoobrony miały podwójną wyrzutnię pocisków plot bliskiego zasięgu ZIF-122 systemu Osa-M z 20 pociskami, a także cztery proste poczwórne wyrzutnie pocisków bardzo krótkiego zasięgu 9K34 Strzała 3, z 32 pociskami. Według niektórych publikacji, wyrzutnię Osa-M zamontowano tylko na „Iwanie Rogowie”. Do wsparcia desantu okręty miały jedną dwudziestoprowadnicową wyrzutnię niekierowanych pocisków rakietowych kalibru 122 mm systemu Grad-M, z 80 rakietami. Okręty miały cztery wyrzutnie celów pozornych PK-16 kalibru 82 mm (4×XVI).
Próba skonstruowania okrętu uniwersalnego nie okazała się udana. W odróżnieniu od okrętów zachodnich, pozostawiono w nim furtę dziobową, przez co w teorii był bardziej uniwersalną od nich jednostką. Z uwagi jednak na niebezpieczeństwo utraty dużego i drogiego okrętu, w praktyce bezpośrednie wysadzenie wojsk na plaży mogło być stosowane tylko do wysadzenia drugiego rzutu na już opanowanym brzegu. W porównaniu z okrętami zachodnimi minusem była natomiast mała liczba śmigłowców – cztery, z których jednorazowo mogły startować dwa, z 32 żołnierzami. Start czterech śmigłowców zajmował 20 minut. Poduszkowce desantowe projektu 1206 (kodowe oznaczenie Kalmar), zbudowane w liczbie 18 sztuk, mogły przenosić tylko jeden czołg lub dwa transportery opancerzone lub 112 ludzi. Kutry desantowe projektu 1176 (kodowe oznaczenie Akuła, kod NATO Ondatra) mogły przenosić jeden czołg lub 20 ludzi. Przewidywano też możliwość przenoszenia sześciu szybkich kutrów desantowych proj. 11770 (Sierna), lecz do tego nie doszło.
Okręty były przeznaczone do działania w rejonie Morza Śródziemnego i Oceanu Indyjskiego, gdzie miały być jednym z gwarantów radzieckich stref wpływów. Wszystkie trzy okręty zostały zbudowane w stoczni Jantar w Królewcu, z numerami budowy 101–103. Stępkę pod pierwszy okręt typu „Iwan Rogow” położono we wrześniu 1973 roku. Wodowany został w 1976. Wejście do służby nastąpiło w 1978.

## Zbudowane okręty
- Iwan Rogow – wodowanie 1976, wejście do służby 1978, służył we Flocie Oceanu Spokojnego, wycofanie ze służby 1 września 1995[12]
- Aleksandr Nikołajew – wodowanie 1980. Wejście do służby 30 grudnia 1982, służył we Flocie Oceanu Spokojnego[11]. Wycofanie ze służby 1997
- Mitrofan Moskalenko – wodowanie 1989. Wejście do służby 30 grudnia 1989, służył we Flocie Północnej[11]. Od 2002 w rezerwie, wiosną 2019 przeznaczony do złomowania[13].